# Jonathan Fabbro
Jonathan Fabbro (Buenos Aires, 16 de janeiro de 1982) é um ex-futebolista argentino naturalizado paraguaio, que jogava na posição de meia-atacante. Atualmente está sem clube, desde que foi preso em maio de 2018, acusado de estuprar sua sobrinha. No dia 29 de agosto de 2019 foi condenado a 14 anos de prisão, considerado culpado da acusação de estupro. Encontra-se detido na prisão de Marcos Paz, na província de Buenos Aires.

## Carreira

### Início de carreira e passagem pelo Boca Juniors
Jonathan Fabbro, que também é irmão do ex-jogador Dario Fabbro, começou sua carreira no Argentinos Juniors em 1999, onde sem jogar pelo clube, viajou para a Espanha. Ele passou a ser jogador do Mallorca, onde jogou pouco. Após esta experiência, em 2002, ele voltou para a Argentina para se juntar ao clube Boca Juniors. Com apenas seis jogos, ele conquistou seu primeiro título: o Apertura 2003.

### Once Caldas
No ano seguinte, ele se transferiu para o Once Caldas da Colômbia. Com a equipe, ele venceu a Copa Libertadores. Fabbro estava em cinco jogos e marcou três gols. Jogou a final contra seu ex-time Boca Juniors, e venceu nos pênaltis.
Em dezembro daquela temporada, sua equipe enfrentou Porto na Taça Intercontinental, onde ele perdeu um pênalti, e seu time foi derrotado.

### Passagens por México e Brasil
Em 2005, passou pelo Dorados de Sinaloa. Em 2006 jogou pelo Atlético Mineiro durante o primeiro semestre. Pelo galo, foram apenas 4 jogos e nenhum gol feito. No segundo semestre de 2006, Jonathan Fabbro se transferiu para a Universidad Católica do Chile, onde jogou 20 jogos e fez 6 gols.

### Guarani
Em seguida, Fabbro assinou pelo Club Guaraní, onde foi o melhor jogador e artilheiro de sua equipe, além de vice-campeão do Clausura 2008, Na temporada 2009-2010, foi campeão da Primeira Divisão Apertura do Paraguai. Em 24 de marco de 2010, o processo judicial para se tornar um cidadão paraguaio foi concluído, após 2 anos.

### Cerro Porteño
Em seguida, Fabbro assinou pelo Cerro Porteño, sendo vice-campeão do Apertura e eleito o melhor jogador da temporada 2011/12
Depois de meses de negociações e ser o jogador mais caro da história do futebol paraguaio, ele foi registrado como um jogador do Cerro Porteño por um valor de US$ 2,9 milhões. Um dia depois, ele foi apresentado aos torcedores do Cerro Porteño, um dia histórico para o clube, com 10 mil pessoas presentes, foi cumprido o desejo dos fãs do ciclone do Barrio Obrero.
Em 2012, após atuações boas por competições continentais, o Santos tentou contratar o jogador, mas ouviu uma negativa por parte do Cerro Porteño.

### River Plate e retorno ao Cerro
Em julho de 2013, Fabbro assinou contrato de 1 ano com o River Plate, clube o qual declarou ser torcedor. Pelos Millonarios, foi campeão do Torneo Final de 2014 e da Copa Campeonato do mesmo ano. Em agosto de 2014, Fabbro retornou ao Cerro Porteño, fazendo sua reestreia oficial em outubro, contra o Sol de América. Nesta segunda passagem pelo clube, ele ganhou mais uma vez o Torneo Apertura. No segundo semestre de 2016, ele deixou o clube.

### Passagem pelo México e prisão
No segundo semestre de 2016, ele se transferiu para o Jaguares de Chiapas. Sua passagem foi curta, tendo seu contrato rescindido. No mesmo ano, se transferiu para o Lobos BUAP. Durante sua passagem, ele foi detido por ter abusado sexualmente de sua afilhada, tendo seu contrato rescindido pelo clube.
Em 2018, o All Boys da Argentina tentou sua contratação, mesmo preso. As negociações, entretanto, não avançaram.

## Seleção Paraguaia
No dia 7 de agosto de 2012, o treinador da seleção paraguaia Gerardo Pelusso, convocou Fabbro para jogar um amistoso contra a Guatemala. Em sua estreia, ele entrou no segundo tempo, marcando um gol no empate de 3-3.
Em 7 de agosto de 2012, Jonathan estreou em torneios oficiais contra o seu país de origem, a Argentina, onde ele marcou um gol de penalidade na derrota de 3-1, nas Eliminatórias para a Copa do Mundo de 2014.
Apesar de ser convocado regularmente até 2016, Fabbro não foi convocado para as edições de 2015 e 2016 da Copa América.

## Vida pessoal
Desde 2012, ele namora a modelo paraguaia Larissa Riquelme. Durante seu julgamento pela condenação de abuso infantil, ela chegou a desmaiar. Jonathan ainda enfrenta outro processo por abusar sexualmente de outra criança - desta vez, de uma familiar de Larissa.